# Ministre de Defensa de la Unió Soviètica
Relació de les persones que van presidir el Ministeri de Defensa de la Unió Soviètica, d'acord amb el nom que adoptés en cada moment el càrrec.

## Comissariat del Poble d'Afers Militars i Marítims de l'URSS
Comissaris del Poble:
- Nikolai Podvoiski 8 de novembre de 1917 – 13 de març de 1918
- Lev Kàmenev 13 de març de 1918 – 28 d'agost de 1919
- Lev Trotski 29 d'agost de 1919 – 15 de gener de 1925
- Mikhaïl Frunze 15 de gener de – 31 d'octubre de 1925
- Kliment Voroixílov 6 de novembre de 1925 – 20 de juny de 1934

Nota: posició sota el Consell de Comissaris del Poble de l'RSFSR fins que la unió de tots els governs esdevingué operativa el 6 de juliol de 1923.

## Comissariat del Poble de Defensa de l'URSS
Comissaris del Poble: 
- Kliment Voroixílov 20 de juny de 1934 – 7 de maig de 1940
- Semion Timoixenko 7 de maig de 1940 – 19 de juliol de 1941
- Ióssif Stalin 19 de juliol de 1941 – 25 de febrer de 1946

## Comissariat del Poble de la Marina de l'URSS
Separada el 1937 del Comissariat del Poble de Defensa, el 1946 tornà a unir-se, formant conjuntament el Ministeri de les Forces Armades.
Comissaris del Poble: 
- Piotr Smirnov 30 de desembre de 1937 – 30 de juny de 1938
- Mikhaïl Frinovski 8 de setembre de 1938 – 20 de març de 1939
- Nikolai Kuznetsov 28 d'abril de 1939 – 25 de febrer de 1946

## Comissariat del Poble (des del 15 de març de 1946 Ministeri) de les Forces Armades de l'URSS
Format per la fusió dels Comissariats del Poble de Defensa i de la Marina.
Comissaris del Poble: (des del 15 de març de 1946 Ministres):
- Ióssif Stalin 25 de febrer de 1946 – 3 de març de 1947
- Nikolai Bulganin 3 de març de 1947 – 24 de març de 1949
- Aleksandr Vassilevski 24 de març de 1949 – 25 de febrer de 1950

## Ministeri Militar de l'URSS
Format per la divisió del Ministeri de les Forces Armades en el Ministeri Militar i el Ministeri de la Marina
Ministre dels Militars:
- Aleksandr Vassilevski 25 de febrer de 1950 – 15 de març de 1953

## Ministeri de la Marina de l'URSS
Veure Comandants en Cap de les Forces Navals Soviètiques
Format per la divisió del Ministeri de les Forces Armades en el Ministeri Militar i el Ministeri de la Marina
Ministres de Marina:
- Ivan Iumaixev 25 de febrer de 1950 – 20 de juliol de 1951
- Nikolai Kuznetsov 20 de juliol de 1951 – 15 de març de 1953

## Ministeri de Defensa de l'URSS
Format per la fusió dels Ministeris Militar i de la Marina.
Ministres:
- Nikolai Bulganin 15 de març de 1953 – 9 de febrer de 1955
- Gueorgui Júkov 9 de febrer de 1955 – 26 d'octubre de 1957
- Rodion Malinovski 26 d'octubre de 1957 – 31 de març de 1967
- Andrei Gretxkó 12 d'april de 1967 – 26 d'april de 1976
- Dmitri Ustinov 29 d'april de 1976 – 20 de desembre de 1984
- Sergei Sokolov 22 de desembre de 1984 – 30 de maig de 1987
- Dmitri Iazov 30 de maig de 1987 – 22 d'agost de 1991
- Ievgeni Xàpoixnikov 23 d'agost de – 21 de desembre de 1991